# Jaroslav Čaban
Jaroslav Čaban (* 4. února 1962) je bývalý československý fotbalista.

## Fotbalová kariéra
V lize hrál za RH Cheb. V československé lize nastoupil v 17 utkáních.

## Ligová bilance
| Ročník                                   | Zápasy | Góly | Klub    |
| ---------------------------------------- | ------ | ---- | ------- |
| 1. československá fotbalová liga 1982/83 | 14     | 0    | RH Cheb |
| 1. československá fotbalová liga 1983/84 | 3      | 0    | RH Cheb |
| CELKEM                                   | 17     |      |         |